# Базилидес, Мария
Мария фон Базилидес (венг. Basilides Mária; 11 ноября 1886, Илосвар, Австро-Венгрия (ныне Елшава, Словакия) — 26 сентября 1946, Будапешт) — венгерская оперная певица (контральто).

## Биография
В 1911 году окончила Музыкальную академию им. Ф. Листа в Будапеште, училась у Й. Шика.
В том же году впервые выступила на сцене Будапештской народной оперы; дебютировала в опере «Quo Vadis?»
С 1915 года — солистка Венгерского оперного театра, где была настолько популярна, что в 1934 году была назначена пожизненным членом этого театра.
Выступала также как камерная певица, пропагандировала венгерские народные песни. Вела концертную деятельность.
Начала зарубежные выступления в Вене, затем регулярно пела на оперных и концертных сценах Берлина, Мюнхена, Дрездена, Праги, Антверпена. В 1929 г. предстала перед публикой в Гааге и Брюсселе. В этом году с успехом выступала в Бухаресте. Выступала за рубежом с дирижёрами Э. Клейбером, Б. Вальтером, В. Фуртвенглером, Г. Шерхеном.
Основу репертуара М. Базилидес составляли песни Ф. Шуберта, Г. Малера, З. Кодая, Б. Бартока, партии в ораториях И. С. Баха, Г. Ф. Генделя, в реквиеме Моцарта.
Красивый тембр голоса, психологическая глубина и драматизм исполнения определили значение М. Базилидес в истории венгерского оперного искусства.
Среди партий — Орфей («Орфей» Монтеверди), Азучена («Трубадур» Верди), Далила, Кармен; Хозяйка («Содлерские посиделки» З. Кодая), Иродиада («Саломея» Р. Штрауса), Фрика («Кольцо Нибелунга» Р. Вагнера), Графиня («Пиковая дама» П. И. Чайковского), Вальтраута, Брангена («Золото Рейна», «Гибель богов», «Тристан и Изольда» Р. Вагнера).

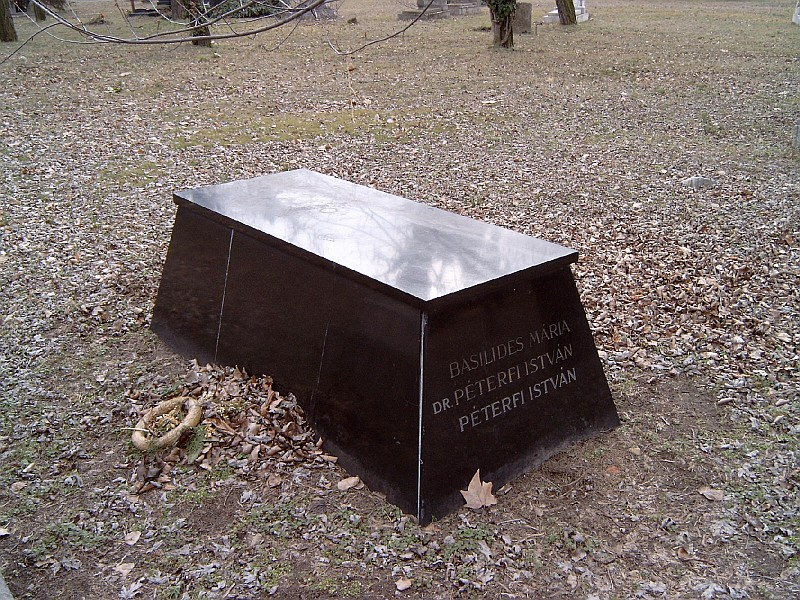
Могила М. Базилидес на кладбище Керепеши

Похоронена в Будапеште на кладбище Керепеши.

## Память

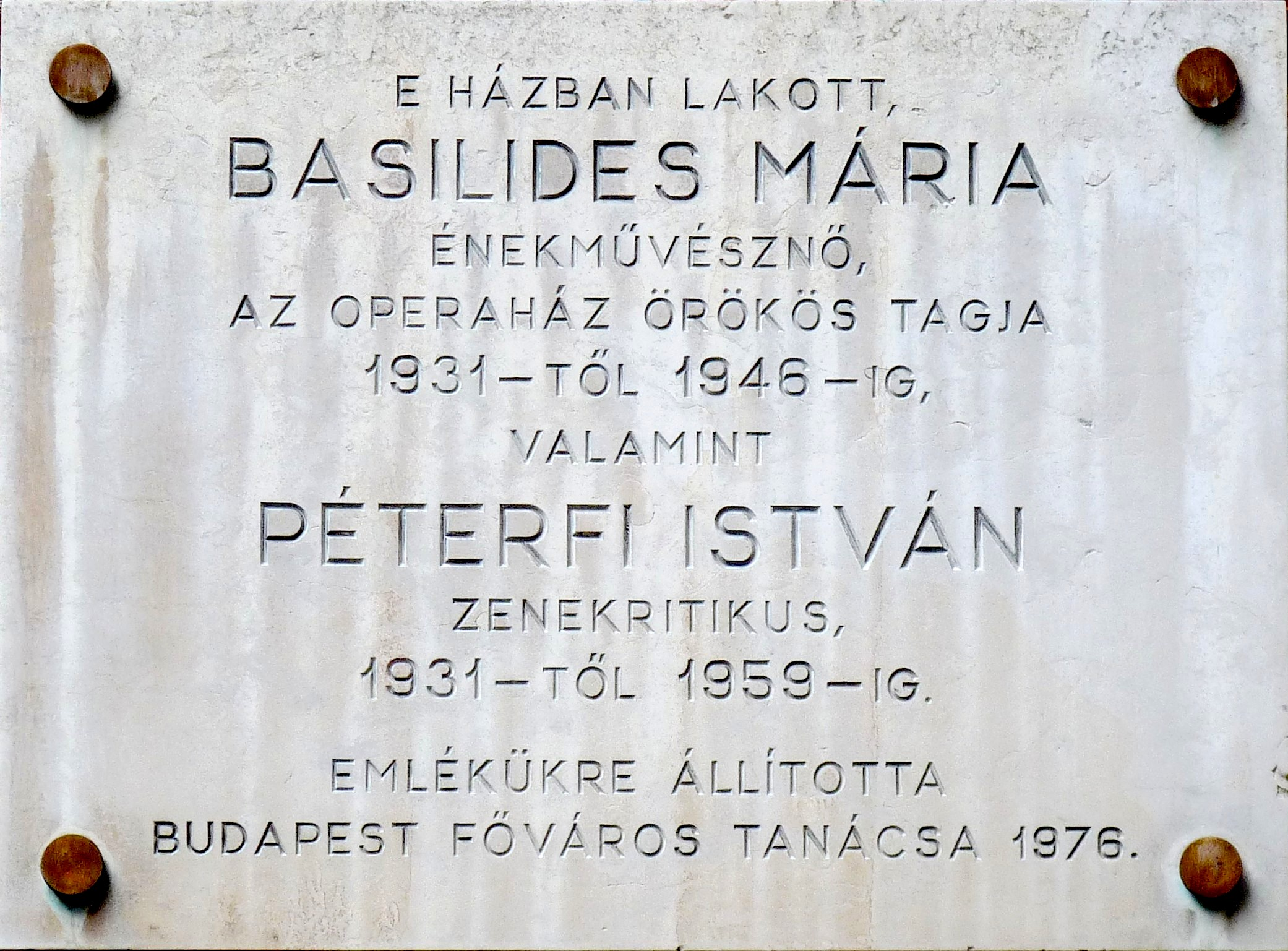
Мемориальная доска в честь певицы и её мужа

- В Будапеште установлена мемориальная доска в честь певицы.